# Yukio Iketani
Yukio Iketani (japanska: 池谷 幸雄), född den 26 september 1970 i  Fuchū, Japan, är en japansk gymnast.
Han tog OS-brons i fristående och OS-brons i lagmångkampen i samband med de olympiska gymnastiktävlingarna 1988 i Seoul.
Han tog därefter OS-silver i fristående och OS-brons i lagmångkampen i samband med de olympiska gymnastiktävlingarna 1992 i Barcelona.